# Valencia (California)
Valencia es un barrio situado en Santa Clarita, condado de Los Ángeles, California, Estados Unidos. Es la más poblada de las cuatro comunidades no incorporadas (junto con Saugus, Newhall y Canyon Country) que se fusionaron para crear la ciudad de Santa Clarita en 1987.
Valencia fue una comunidad planificada creada entre las décadas de 1960 y 1990 por la empresa Newhall Land Company. Su paisaje llama la atención por sus boulevares que unen la zona urbanizada con centros comerciales y los almacenes de las empresas. Otro de sus elementos más característicos son los pasos elevados que permiten a sus habitantes moverse por la comunidad sin tener que cruzar sus calles.
Es célebre por albergar el parque temático Six Flags Magic Mountain, el campus de CalArts, por ser el lugar de nacimiento de la actriz Naya Rivera y por ser el escenario del accidente automovilístico en el cual perdió la vida el actor Paul Walker.
También es el lugar de origen de la banda de powerviolence Infest.